# 神户情报大学院大学

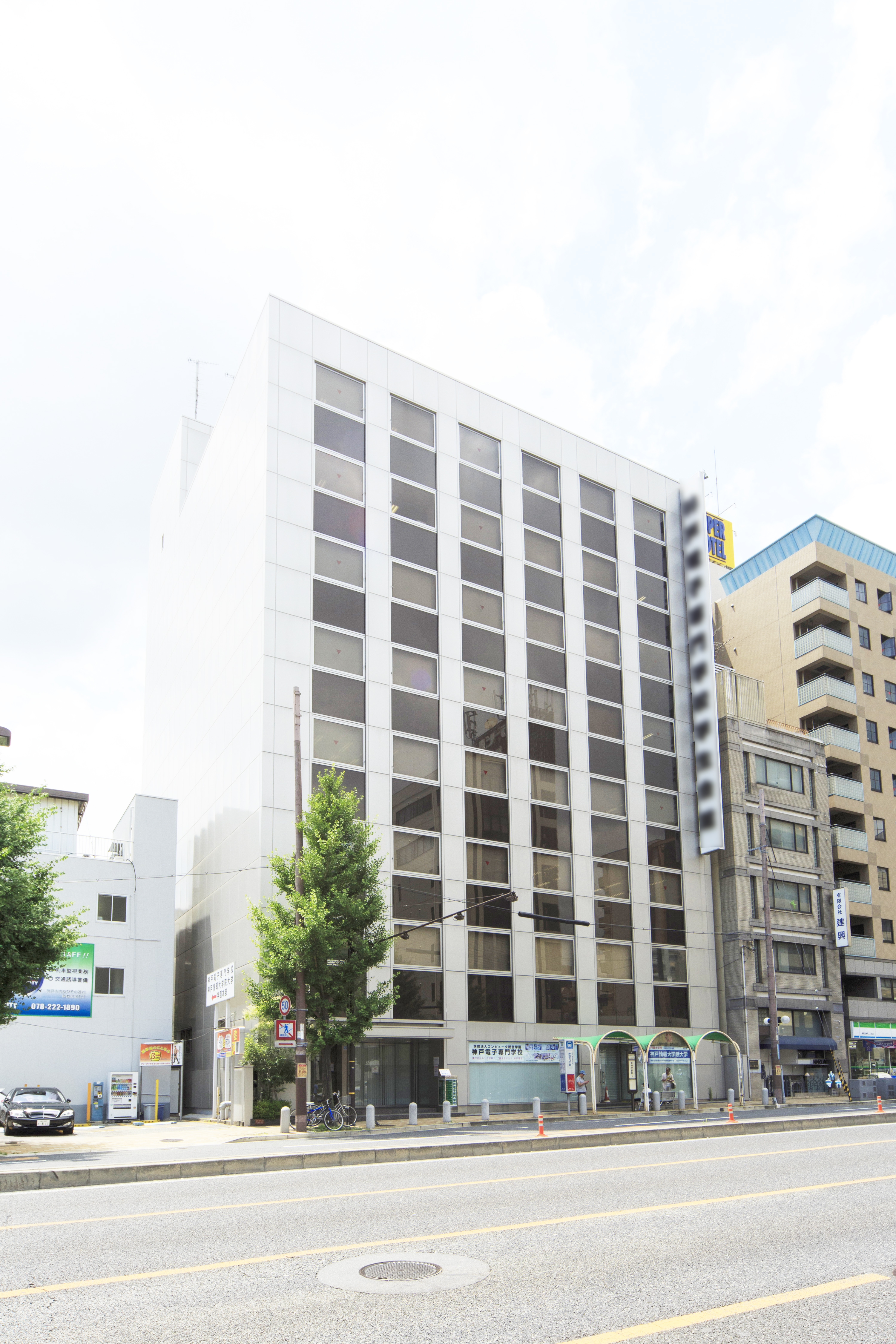

神户情报大学院大学（こうべじょうほうだいがくいんだいがく）是一所位於日本兵庫縣神戶市的私立大學，創立於2005年。

## 历史
- 2005年4月，研究生学院开学
- 2010年4月，ラーンネット・グローバルスクール（Learnnet Global School）的代表炭谷俊樹就任校长。
- 2013年10月，将设立全部用英文授课的 ICT Innovator Course.